# Gay for Johnny Depp
I Gay for Johnny Depp sono un gruppo hardcore/metal costituitosi a New York nel 2004. I suoi componenti sono: Sid Jagger (chitarra), Marty Leopard(cantante), Fabrizio Coxboi (basso) e JJ Samanen (batteria).
Sono conosciuti soprattutto per i testi delle loro canzoni, incentrate esclusivamente sull'ossessione omoerotica del gruppo per l'attore Johnny Depp.

## Storia
Fondato da due ex componenti dei gruppi post-hardcore Garrison e Instruction nel 2004, i Gay for Johnny Depp pubblicano, il 12 luglio 2004, il loro primo EP: Erotically Charged Dance Songs for the Desperate. L'EP, comprendente cinque tracce musicali, riceve recensioni positive in cui i Gay for Johnny Depp vengono accostati e paragonati a gruppi hardcore come The Blood Brothers e The Locust.
Il gruppo registra, nell'estate del 2005, il secondo EP, Blood: The Natural Lubricant (An Apocalyptic Adventure Beyond Sodom and Gomorrah), composto da sei tracce audio e una video, che, il 19 settembre 2005, esce, come il precedente, sotto l'etichetta inglese Captains of Industry. Pubblicizzato con un breve tour nel Regno Unito, il secondo EP porta il gruppo all'attenzione dei media. Il 9 giugno 2006 i Gay for Johnny Depp suonano al Download Festival al Donington Park.
Il gruppo lavora attualmente al primo album che sarà intitolato: The Politics of Cruelty.

## Stile
Lo stile dei Gay for Johnny Depp è stato variamente classificato come spazzcore, screamo, e metal.
Il gruppo è noto soprattutto per la volgarità e l'aggressività dei testi, dai titoli inusuali, focalizzati sull'attrazione sessuale per Johnny Depp; ad esempio, in Kill the Cool Kids, Leopard canta: «Perché voglio che il mio Johnny sanguini, scopalo nel culo!».
L'impianto vocale è caratterizzato da urla acute che evocano gruppi grindcore come gli Ed Gein. Tipici del gruppo: uno stile frenetico, estremamente ritmato e la breve durata delle canzoni (quasi sempre inferiori ai 3 minuti).

## Discografia

### Album
- The Politics of Cruelty (2007)
- Manthology: A Tireless Exercise in Narcissism Featuring Gay for Johnny Depp's Excellent Cadavers (2010)
- What Doesn't Kill You, Eventually Kills You (2011)

### EP
- Erotically Charged Dance Songs for the Desperate (2004)
- Blood: The Natural Lubricant (An Apocalyptic Adventure Beyond Sodom and Gomorrah) (2005)
- The Ski Mask Orgy (2009)

## Curiosità
- I Gay for Johnny Depp hanno esordito negli UK il 14 settembre 2005 ad Exeter come supporter del gruppo punk rock Million Dead. Durante lo spettacolo, il cantante Marty Leopard è stato colpito al volto, con un pugno, da un fan. Successivamente è stato medicato ricevendo cinque punti di sutura[5]
- Sempre Marty Leopard, in un successivo concerto a Brooklyn, si è fratturato un piede lanciandosi malamente dal palco sulla folla.[6]
- La canzone Shh, Put the Shiv to My Throat è stata remixata dai Blacksmoke.
- Esiste un video musicale di Shh, Put the Shiv to My Throat in cui i membri del gruppo suonano in una stanza buia, coperti di sangue.